# Чиловый парень
«Чиловый парень» (англ. «Chill Guy») — интернет-мем, получивший популярность в интернете в 2024 году. Персонаж, изображенный как кинокефал, стал символом беззаботности и спокойствия, олицетворяя идею «жизни без волнений».
Мем был представлен впервые в 2023 году, когда иллюстратор Фил Бэнкс опубликовал его изображение в социальных сетях, и стал вирусным лишь в 2024 году, когда его изображение стало использоваться в разных контекстах, от повседневных жизненных ситуаций до маркетинга. Следом за ним появился Chill Girl, женский аналог персонажа, который стал популярным в социальных сетях, таких как TikTok и X.
Эти мемы олицетворяют философию индифферентизма и образы, ассоциирующиеся с расслабленным отношением к жизни и игнорированием социальных норм.

## История
Первоначально Chill Guy был нарисован художником по имени Фил Бэнкс в октябре 2023 года. Он представил его как антропоморфного пса, который с ухмылкой и руками в карманах смотрел на мир. Пёс был одет в серый свитер, джинсы и красные кеды, и главная его черта — отсутствие волнений и забот о происходящем. В своём посте художник подписал изображение словами: «Мой новый персонаж — просто чилловый парень, которому на всё наплевать». Однако мем действительно набрал популярность только в 2024 году. Пост с изображением Chill Guy в соцсетях набрал массу откликов и стал вирусным. Люди начали активно использовать его в различных ситуациях, где традиционные эмоции беспокойства или стресса могли бы быть уместны, но вместо этого — спокойствие и уверенность.
После ошеломительного успеха Chill Guy, мем адаптировался и для персонажа-женщины. Chill Girl появился в ноябре 2024 года, повторив концепцию спокойствия и расслабленности, но с женскими акцентами. Вместо пса, Chill Girl изображена с традиционными женскими аксессуарами — заколками и бантиками, что придаёт ей особое очарование и делает её уникальной в рамках мемов. Chill Girl ведёт себя точно так же, как её мужской аналог: она не переживает по поводу того, что тратит деньги на косметику, маникюр или попадает в неприятные ситуации. В мемах часто изображают её, как женщину, которая «не переживает о последствиях», будь то походы без шапки в мороз или случайное попадание в больницу из-за своих поступков. Для Chill Girl часто используется песня No Doubt — «I'm Just a Girl», что добавляет атмосферности её образу в мемах.
Chill Guy стал символом идеала — персонажем, сохраняющим спокойствие и достоинство в любых ситуациях. Будь то опоздание на работу, кричащая девушка или тревога из-за экзаменов, Chill Guy всегда реагирует одинаково — с лёгкой улыбкой и расслабленным видом. Мем часто использовался в ответах на стрессы и переживания, чтобы напомнить: «Ничего страшного, я просто чилловый парень».
Chill Guy и Chill Girl стали популярны в социальных сетях TikTok, X, а также на других платформах. Особенно большое распространение мемы получили в Рунете, где пользователи оценили простоту и доброту этих образов. Эти персонажи стали своего рода терапией для людей, пытающихся справиться со стрессом и найти радость в мелочах. Они напоминают о том, что стоит иногда просто расслабиться и не принимать жизнь слишком серьёзно. Они учат находить радость в простых вещах и принимать непредсказуемости судьбы с достоинством.
Вскоре Chill Guy стал предметом маркетинга. Например, в рекламе Sprite в Европе, его использовали для демонстрации фразы: «Когда в чате игнорируют твои шутки, но ты не переживаешь, потому что ты просто чилловый парень». Этот мем был использован, чтобы показать, как можно воспринимать жизнь без излишних переживаний.
В ноябре 2024 года мем Chill Guy был настолько популярен, что вдохновил создание криптовалюты Just a Chill Guy (CHILLGUY). На криптобиржах эта монета достигла рыночной капитализации в $580 миллионов, но вскоре её стоимость снизилась. Сам художник, Фил Бэнкс, резко отреагировал на использование его персонажа для создания криптовалюты и заявил, что это не имеет отношения к его творчеству. В ответ на это он даже подал иск в суд.

### Комментарии
1. ↑  Также встречается написание «чилловый».